# GTF2A1
GTF2A1 (англ. General transcription factor IIA subunit 1) – білок, який кодується однойменним геном, розташованим у людей на короткому плечі 14-ї хромосоми. Довжина поліпептидного ланцюга білка становить 376 амінокислот, а молекулярна маса — 41 514.
| 10         |  | 20         |  | 30         |  | 40         |  | 50         |
| ---------- |  | ---------- |  | ---------- |  | ---------- |  | ---------- |
| MANSANTNTV |  | PKLYRSVIED |  | VINDVRDIFL |  | DDGVDEQVLM |  | ELKTLWENKL |
| MQSRAVDGFH |  | SEEQQLLLQV |  | QQQHQPQQQQ |  | HHHHHHHQQA |  | QPQQTVPQQA |
| QTQQVLIPAS |  | QQATAPQVIV |  | PDSKLIQHMN |  | ASNMSAAATA |  | ATLALPAGVT |
| PVQQILTNSG |  | QLLQVVRAAN |  | GAQYIFQPQQ |  | SVVLQQQVIP |  | QMQPGGVQAP |
| VIQQVLAPLP |  | GGISPQTGVI |  | IQPQQILFTG |  | NKTQVIPTTV |  | AAPTPAQAQI |
| TATGQQQPQA |  | QPAQTQAPLV |  | LQVDGTGDTS |  | SEEDEDEEED |  | YDDDEEEDKE |
| KDGAEDGQVE |  | EEPLNSEDDV |  | SDEEGQELFD |  | TENVVVCQYD |  | KIHRSKNKWK |
| FHLKDGIMNL |  | NGRDYIFSKA |  | IGDAEW     |  |            |  |            |

A: Аланін

C: Цистеїн

D: Аспарагінова кислота

E: Глутамінова кислота

F: Фенілаланін

G: Гліцин

H: Гістидин

I: Ізолейцин

K: Лізин

L: Лейцин

M: Метіонін

N: Аспарагін

P: Пролін

Q: Глутамін

R: Аргінін

S: Серин

T: Треонін

V: Валін

W: Триптофан

Кодований геном білок за функцією належить до фосфопротеїнів. 
Задіяний у таких біологічних процесах, як транскрипція, регуляція транскрипції, ацетилювання. 
Локалізований у ядрі.